# Schoenoxiphium ecklonii
Schoenoxiphium ecklonii är en halvgräsart som beskrevs av Christian Gottfried Daniel Nees von Esenbeck. Schoenoxiphium ecklonii ingår i släktet Schoenoxiphium och familjen halvgräs. Inga underarter finns listade i Catalogue of Life.